# 랏차테위

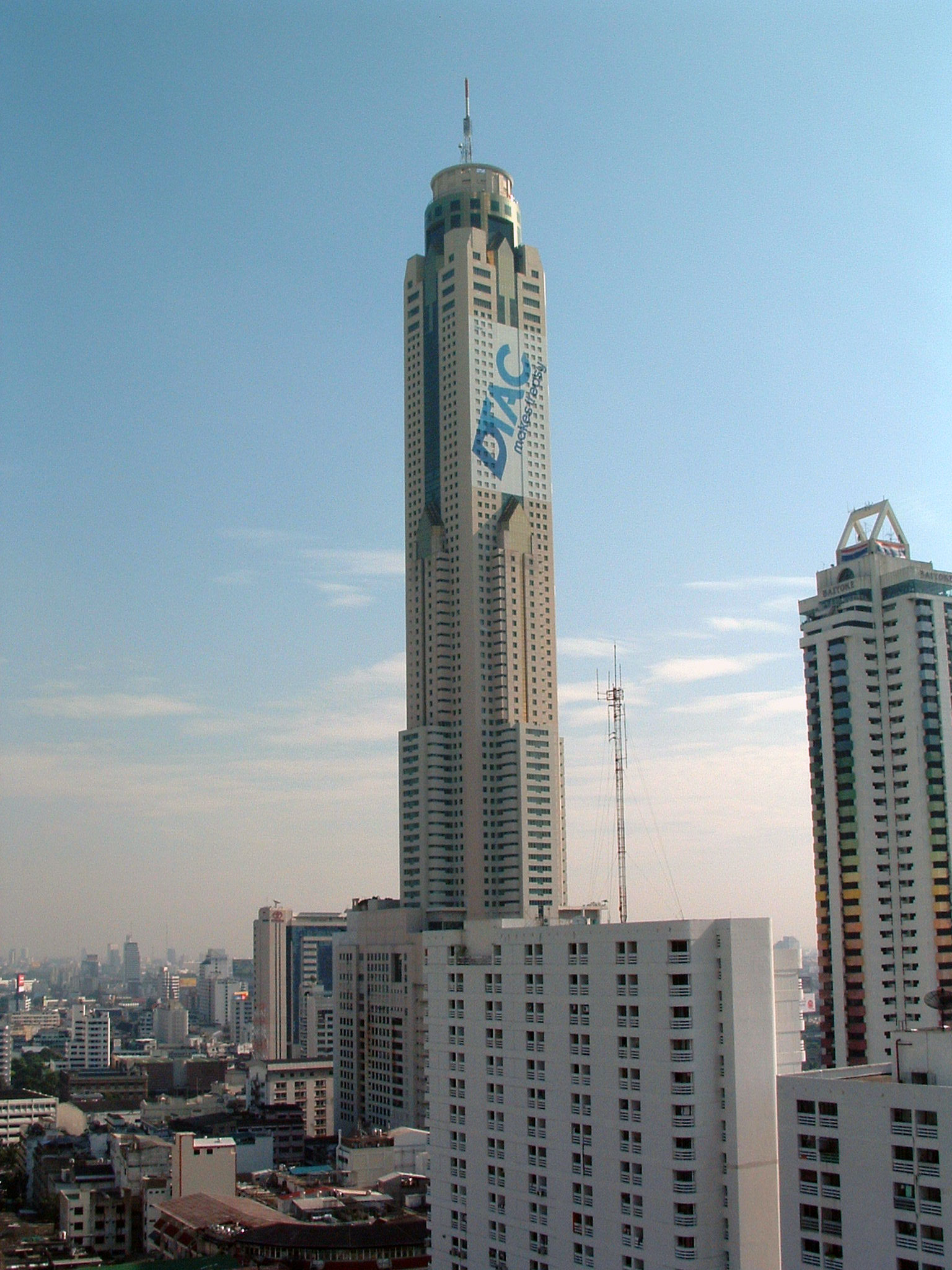

랏차테위는 방콕의 행정 구역이다. 이 지역의 총 인구 수는 2017년 기준으로 72,304명이다. 인구 밀도는 10,146.50km2이다.

## 행정 구역
| 1. | Thung Phaya Thai   | ทุ่งพญาไท   |  |
| 2. | Thanon Phaya Thai  | ถนนพญาไท  |  |
| 3. | Thanon Phetchaburi | ถนนเพชรบุรี |  |
| 4. | Makkasan           | มักกะสัน    |  |